# Bat mitswa

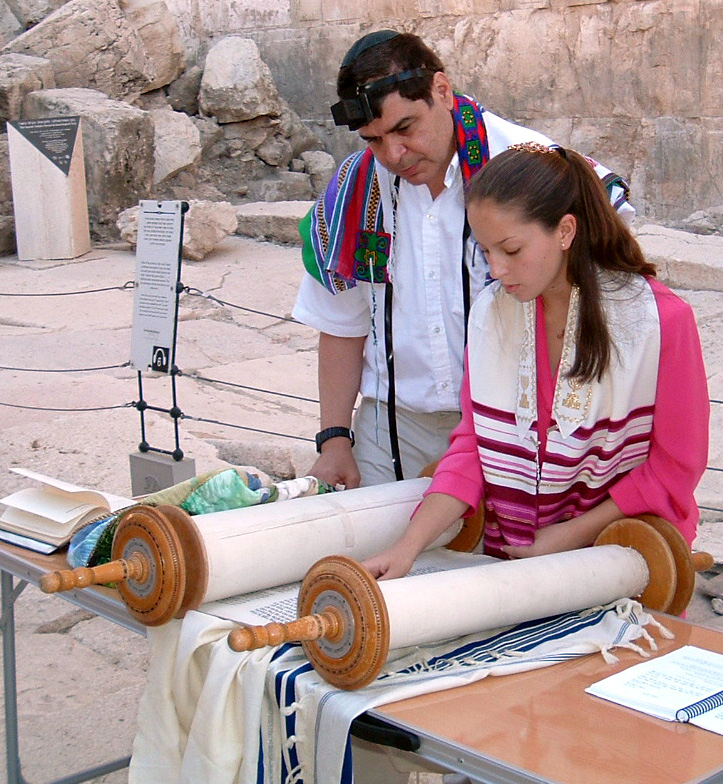
Meisje met Thorarol tijdens liberale Bat mitswa

Wanneer een Joods meisje de leeftijd van twaalf jaar bereikt, wordt zij verantwoordelijk onder de joodse wet. Op dat moment wordt het meisje een bat mitswa (Hebreeuws: בת מצווה - "dochter van het gebod"). Vóór deze tijd ligt alle verantwoordelijkheid bij haar ouders.
De traditie de bat mitswa te vieren is relatief nieuw, behalve in Italië, waar het gebruik al langer bestond. In het orthodox jodendom is de viering meestal in de familiesfeer, maar bij seculiere joden wordt vaak een extra groot verjaardagsfeest gehouden, bijvoorbeeld in een zaaltje.
Orthodoxe meisjes die niet geacht worden uit de Thora te lezen, vervangen dit door een lezing over een joods onderwerp te geven, meestal de parasjat hasjawoe'a (afdeling van de week), een onderwerp dat in die week voorkomt in de Thora. Er wordt traditioneel een feestmaaltijd georganiseerd, waarbij de familie, vrienden en leden van de gemeenschap worden uitgenodigd.
In het liberaal jodendom en conservatief jodendom lezen meisjes bovendien meestal een deel uit de Thora voor, net als de jongens die bar mitswa worden. Die dienst wordt vaak, zoals bij de orthodoxe meisjes, direct of later op de dag gevolgd door een feestmaaltijd met familie, vrienden en leden van de gemeenschap.